# طابع مطبوع بطباعة عدسية
أصدرت بعض البلدان بعضا من الطوابع المطبوعة بطباعة عدسية لكي تظهر صورها متحركة. يجب التعامل مع الطوابع المستعملة من هذا النوع بعناية أكبر من الطوابع المستعملة العادية، لأن حبر الإلغاء عرضة للتلطخ كون الطبقة الخارجية من الطابع مكونة من البلاستك. يُفضل التقاطها باستخدام ملقط بدلًا من الأصابع.
ومن أبرز الطوابع المعروفة والتي توفرت على شكل صور مطبوعة بطباعة عدسية الأمثلة التالية:

## بوتان
في عام 1967، أصدرت بوتان طوابع بريدية عدسية ثلاثية الأبعاد كواحدة من تصاميم الطوابع غير التقليدية العديدة لوكالة طوابع بوتان التي أسسها رجل الأعمال الأمريكي برت كير تود.

## الإمارات العربية المتحدة

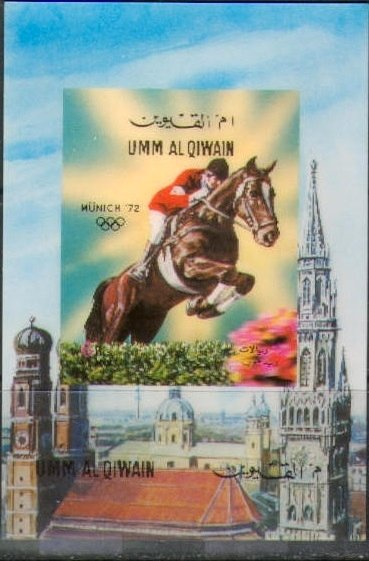
بطاقة تذكارية صادرة عن إمارة أم القيوين عام 1972 وهي مطبوعة بالطباعة العدسية وتضم طابعا بقيمة 6 ريالات.

ظهرت طوابع مطبوعة بالطباعة العدسية ضمن طوابع الكثبان الرملية التي أصدرتها عام 1972 في إمارات مختلفة مثل إمارة عجمان وإمارة أم القيوين وكذلك المنامة (ملحقة إمارة عجمان).

## اليمن
أصدرت طوبع بتقنية الطباعة العدسية في اليمن في أوائل سبعينيات القرن الماضي.

## كوريا الشمالية
أصدرت كوريا الشمالية طوابع عدسية في سبعينيات القرن الماضي. كما أصدرت دول مثل كوريا الشمالية طوابع عدسية متحركة منذ أوائل الثمانينيات.

## نيوزيلندا
في عام 2004، صدرت طوابع بريدية عدسية متحركة بالكامل في نيوزيلندا. وعلى مر السنين، أنتجت العديد من الدول الأخرى طوابع بريدية بتأثيرات عدسية متحركة مماثلة، تصور في الغالب أحداثًا رياضية.

## أستراليا
تعد أستراليا أيضا من الدول الأولى التي أصدرت طوابع مطبوعة بطباعة عدسية.

## هولندا
في عام 2010، أنتجت وكالة الاتصالات كيسلزكرامر "أصغر فلم قصير" على طابع بريدي هولندي، والفلم من إخراج أنطون كربيين وبطولة الممثلة كاريس فان هوتن.

## المملكة المتحدة
في عام 2012، ابتكرت شركة الاستشارات التصميمية GBH.London أول "طوابع متحركة" في المملكة المتحدة لإصدار الطوابع الخاص بالبريد الملكي، "عبقرية جيري أندرسون". تضمنت الورقة الصغيرة أربعة طوابع عدسية الشكل بالكامل، مستوحاة من مسلسل "طيور الرعد" التلفزيوني لجيري أندرسون وسيلفيا أندرسون. استخدمت الطوابع وإطار خلفيتها تقنية "الطباعة المتحركة" ذات 48 إطارًا، وأنتجتها شركة Outer Aspect النيوزيلندية.
أما جزيرة جيرزي فقد أصدرت طوابع مطبوعة بالطباعة العدسية في 2013.

## هونغ كونغ
أصدرت في هونغ كونغ في سنة 2013 طوابع مطبوعة بالطباعة العدسية تظهر صور حافلات.

## كندا
أصدرت في كندا طوابع ستار تريك لعام 2016. وكانت مطبوعة بطباعة عدسية.

## في الولايات المتحدة
أول مجموعة طوابع أصدرت في الولايات المتحدة وقد طبعت بطباعة عدسية هي طوابع "فن السحر" لعام 2018، حيث فاجأت الخدمة البريدية للولايات المتحدة هواة جمع الطوابع بورقة تذكارية بثلاثة تصاميم غير منشورة. تميزت هذه الطوابع بطباعة عدسية، مما جعل صورة الأرنب الأبيض يبدو وكأنه يظهر ويختفي من القبعة المرسومة في الطابع. كانت هذه هي المرة الأولى التي تستخدم فيها الولايات المتحدة الطباعة العدسية على طابع بريدي. ونتيجةً لذلك، تم اكتشاف العديد من العيوب والأخطاء لاحقًا في الورقة التذكارية، بما في ذلك العيوب والثقوب غير المقصودة وغيرها.
بما أن هذه الطوابع كانت تُباع كأوراق تذكارية مع الطوابع الثلاثة متصلة ببعضها البعض، فإن الطوابع المستعملة (الفردية أو الورقية التذكارية الكاملة) أقل ندرة من الطوابع بحالة المطبعة، حيث أن معظم الناس يحتاجون إلى طابع واحد فقط عند إرسال البريد.
وفي سنة 2019، أصدرت الخدمة البريدية للولايات المتحدة أربع طوابع تحمل صور تيرانوصور، وبسبب استعمال الطباعة العدسية، فإن تحريك الطابع يظهر حركة التيرانوصور. وقد كان اثنين من التصاميم الأربعة يُظهران حركة عند تدويرهما. شاهد بقايا الهيكل العظمي مع اللحم وبدونه، كما يمكن مشاهدة تيرانوصور وهو يقترب ويندفع فجأةً للأمام".